# Aleurites moluccana
Aleurites moluccana és una espècie d'arbre que proporciona un fruit tropical que pertany a la família Euphorbiaceae.
No és possible establir amb precisió la seva distribució nativa original perquè s'ha estès molt pel cultiu i actualment es troba tant en els tròpics del Vell món com del Nou món. Arriba a fer 25 m d'alt, les fulles són simples, ovades o trilobades. El fruit és una núcula rodona de 4 a 6 cm de diàmetre, la llavor que porta dins és molt dura i amb alt contingut d'oli.

## Usos
El fruit es menja cuit i sovint es menja acompanyat d'arròs. L'oli de les llavors es feia servir en llànties per il·luminació.

## Regulació
Al maig de 2012 la Agència Espanyola de Medicaments i Productes Sanitaris (AEMPS) va retirar del mercat el producte Nou de l'Índia-Magicnuez, declarant-lo il·legal per presentar-se al públic com dotat de propietats suposadament curatives, aprimar o contra l'obesitat. El producte pot tenir efectes tòxics en la seva utilització a llarg termini.

## Taxonomia
Aleurites moluccanus fou descrita per (Carl von Linné) Willd. y publicat a Sp. Pl. 4: 590 1805.
Sinonímia
- Jatropha moluccana L., Sp. Pl.: 1006 (1753).
- Manihot moluccana (L.) Crantz, Inst. Rei Herb. 1: 167 (1766).
- Mallotus moluccanus (L.) Müll.Arg., Linnaea 34: 185 (1865).
- Mallotus moluccanus var. genuinus Müll.Arg., Linnaea 34: 185 (1865), nom. inval.
- Rottlera moluccana (L.) Scheff., Ann. Mus. Bot. Lugduno-Batavi 4: 122 (1869).
- Camerium moluccanum (L.) Kuntze, Revis. Gen. Pl. 2: 595 (1891).
- Aleurites triloba J.R.Forst. i G.Forst., Char. Gen. Pl.: 56 (1775).
- Dryandra oleifera Lam., Encycl. 2: 329 (1786).
- Camirium cordifolium Gaertn., Fruct. Sem. Pl. 2: 194 (1791).
- Aleurites ambinux Pers., Syn. Pl. 2: 579 (1807).
- Aleurites commutata Geiseler, Croton. Monogr.: 82 (1807).
- Camirium oleosum Reinw. ex Blume, Catalogus: 104 (1823).
- Ricinus dicoccus Roxb., Fl. Ind. ed. 1832, 3: 690 (1832).
- Aleurites lanceolata Blanco, Fl. Filip.: 757 (1837).
- Aleurites lobata Blanco, Fl. Filip.: 756 (1837).
- Aleurites cordifolia (Gaertn.) Steud., Nomencl. Bot., ed. 2, 1: 49 (1840).
- Aleurites pentaphylla Wall., Numer. List: 7959 (1847), nom. inval.
- Aleurites angustifolia Vieill., Ann. Sci. Nat., Bot., IV, 16: 60 (1862).
- Aleurites integrifolia Vieill., Ann. Sci. Nat., Bot., IV, 16: 59 (1862).
- Telopea perspicua Sol. ex Seem., Fl. Vit.: 223 (1867).
- Aleurites angustifolia Vieill. ex Guillaumin, Ann. Inst. Bot.-Géol. Colon. Marseille, II, 9: 225 (1911).
- Aleurites integrifolia Vieill. ex Guillaumin, Ann. Inst. Bot.-Géol. Colon. Marseille, II, 9: 225 (1911).